# 內政部土地重劃工程處
內政部土地重劃工程處（簡稱土地重劃工程處）是中華民國內政部四級機關，主管市地重劃、區段徵收、農地重劃、農村社區土地重劃以及重劃區的測量與開發等業務。

## 沿革
- 1968年3月，臺灣省政府民政廳地政局以任務編組方式成立「臺灣省地政局農地重劃規劃總隊」[1]。
- 1975年1月1日，改名「臺灣省地政局土地重劃工程規劃總隊」，法制化成為常設機關。
- 1979年7月1日，臺灣省地政局升格為省府二級機關，更名為「臺灣省地政處」；隔年6月26日更名為「臺灣省政府地政處」，重劃總隊更名為「臺灣省政府地政處土地重劃工程規劃總隊」。
- 1998年，改組為「臺灣省政府地政處土地重劃工程局」[2]。
- 1999年7月1日，配合台灣省政府功能業務與組織調整，改隸內政部，更名為「內政部土地重劃工程局」。
- 2007年11月16日，改制為「內政部土地重劃工程處」。

## 組織
- 處長
  - 副處長
    - 主任工程司

- 秘書室
- 人事室
- 主計室
- 政風室
- 市地重劃工程科
- 農地重劃工程科
- 農村社區重劃科
- 工程企劃科
- 開發隊
  - 北區第一開發隊
  - 北區第二開發隊
  - 中區第一開發隊
  - 中區第二開發隊
  - 南區第一開發隊
  - 南區第二開發隊

## 外部連結
- 內政部土地重劃工程處 （页面存档备份，存于）（繁體中文）